# Xenia Tchoumitcheva
Xenia Tchoumitcheva (Magnitogorsk, 5 de agosto de 1987) é uma modelo, atriz, jornalista, influenciadora digital, blogueira, apresentadora, palestrante, autora e escritora russa-suíça.

## Primeiros anos
Xenia nasceu em Magnitogorsk, Rússia. Quando ela tinha 6 anos, sua família emigrou para Lugano, na Suíça. Xenia viveu na parte italiana da Suíça antes de se mudar para Londres, Reino Unido.
Ela se formou em 2010 pela Università della Svizzera italiana com bacharelado em economia. Ela fala italiano, russo, alemão, francês, inglês e espanhol. Xenia estagiou em diversas instituições financeiras, como Merrill Lynch, The London Hedge Fund Duet Group e JPMorgan Chase.

## Carreira

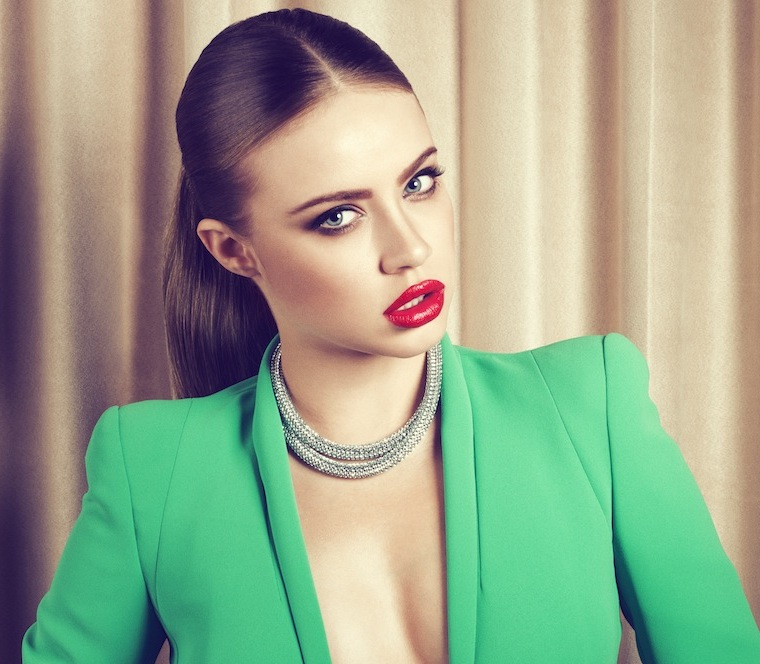
Xenia Tchoumitcheva em 2013

### Modelo e influenciadora de moda
Xenia começou a ser modelo aos 12 anos e ficou famosa em sua cidade natal. Quando ela entrou no concurso nacional "Miss Suíça" em 2006, ela foi julgada como vice-campeã e Miss Fotogênica. Isso provocou uma controvérsia nacional. Pela primeira vez na história, a organização do Miss Suíça deu o passo inédito de oferecer a Xenia um contrato de apresentação semelhante ao da vencedora. Após o concurso, ela foi considerada a "mulher solteira mais elegível da Suíça". Em maio de 2009 ela foi eleita como o Melhor Corpo de Biquíni, segundo pesquisa da revista Schweizer Illustrierte. Em 2012, ela foi destaque com uma sessão de fotos e entrevista pessoal na revista espanhola GQ.
Em dezembro de 2012, a edição suíça da revista Maxim colocou-a na capa e concedeu-lhe o título de "Mulher Mais Bonita do Ano".
Xenia trabalhou com várias agências de modelos, incluindo Option Model Agency (Zurique), Oxygen Models, Tess Management e Elite Model Management (Barcelona e Miami).
Ela foi eleita uma das 99 mulheres mais influentes do mundo em 2016, segundo a lista anual AskMen da categoria influencers. Como influenciadora digital, ela colabora com nomes como Ferragamo, Dior e Vogue. No outono de 2016, ela fotografou editoriais de moda para revistas como ELLE, Vanity Fair e L'Officiel.
Em setembro de 2019, Xenia - que já trabalhou com marcas como Chopard, L'Oréal, Moët & Chandon, Bulgari, American Express, Tom Ford e Samsung - assinou um contrato de representação com a agência de talentos CAA em áreas como televisão, endossos, aparições pessoais e publicações.

### Palestrante
Xenia Tchoumitcheva faz palestras públicas regulares em universidades e conferências sobre seus negócios online, criação de marcas e, na maioria das vezes, liderança feminina. Entre suas palestras, ela falou no Swiss Web Program Festival, no Cantonal Bank of Geneva e na University of St.Gallen Alumni Conference - onde também entrevistou o ex-CEO do Deutsche Bank, Josef Ackermann. Em setembro de 2015 ela deu uma palestra TEDx sobre liderança feminina e internet contra o preconceito.
m 2017, ela deu uma palestra na sede da Organização das Nações Unidas (ONU) sobre o poder das mulheres digitais e foi oficialmente nomeada embaixadora da ITC SheTrades.

### Autora publicada
Em dezembro de 2020, Xenia publicou um livro intitulado "Empower Yourself". O livro discutiu motivação, pensamento independente e igualdade de gênero.

### Atriz
Xenia começou a trabalhar em comerciais e videoclipes em 2007 (por exemplo, "Candino-Festina"). Ela estrelou o curta-metragem Les Enfants de la Honte do cineasta francês Alain Margot, que apareceu no festival de cinema NIFF. Ela participou do videoclipe com o cantor ítalo-suíço Paolo Meneguzzi em maio de 2010. Em junho de 2011, ela foi coadjuvante no curta-metragem Lines.
Depois de se formar na universidade em 2010, ela viajou para Nova Iorque e teve aulas de atuação na New York Film Academy.
Em janeiro de 2011, Xenia atuou como uma estrela do rock na produção cinematográfica francesa Bob et Les Sex Pistaches, estrelada pelo ator francês Jules Sitruk. Ela também apareceu no filme Without Men com Eva Longoria e Christian Slater em 2011.

### Apresentadora
Entre vários compromissos de hospedagem, ela apresentou o concurso Miss Suíça 2011 ao vivo nos três canais nacionais em 24 de setembro de 2011.
Em março de 2012, Tchoumicheva começou a apresentar seu próprio programa de TV sobre empresas italianas de sucesso chamado "L'Italia che funziona", nos canais italianos Rete 4 e Italia 1. Ela também apresentou o Miss Ucrânia 2012 em russo, ao lado dos comediantes russos "Prozhektorperiskhilton" (ПрожекторПерисхилтон).
Em abril de 2013, Tchoumitcheva foi a apresentadora oficial e modelo de passarela da Energy Fashion Night anual com Irina Shayk.
Desde 2013, Tchoumitcheva trabalha como jornalista para a revista econômica suíça Bilan e tem seu próprio programa online chamado La Recette de Mon Succès.

### Porta-voz
Xenia foi modelo de diferentes marcas, incluindo Visilab Sunglasses, Audi, Burger King e Casino Lugano. Em 2012, ela era o rosto oficial da companhia aérea espanhola Air Europa, cosméticos Revlon e câmeras Nikon. Em 2015, Xenia se tornou a embaixadora oficial da marca para os produtos de luxo Swiss Smile. 
Ela também colaborou para seu blog como influenciadora de moda oficial com o Calendário Pirelli 2015, junto com Scott Schumman do blog The Sartorialist Em 2016, foi anunciada a parceria anual de Xenia com a marca de relógios de luxo IWC.

### Escritora
A partir de 2012, Xenia co-escreve uma coluna mensal para a revista cultural Schweizer Monat e a luxuosa revista americana Haute Living. Ela também lançou seu próprio negócio online e blog de luxo chamado "Chic Overdose" na primavera de 2013.

## Nome artístico
A partir de 2015, Xenia Tchoumitcheva mudou seu nome público oficial para a versão abreviada Xenia Tchoumi, pois é internacionalmente mais fácil de pronunciar.

## Polêmica sobre a Data de Nascimento
A data de nascimento de Tchoumitcheva foi amplamente divulgada como 5 de agosto de 1987. No final de 2010, seu site começou a relatar sua data de nascimento como 5 de agosto de 1989, tornando-a dois anos mais nova. O ano de nascimento de 1989 continua a ser amplamente divulgado. Repórteres da Schweizer Fernsehen, a organização de transmissão pública suíça, entrevistaram representantes do concurso de Miss Suíça, que notaram que ela havia fornecido a identificação adequada. Eles também informaram que se ela tivesse nascido em 1989, ela estaria inelegível para a competição. Em 6 de dezembro de 2010, a rede noticiou uma declaração de Xania confirmando a data de nascimento de 1987.